# Centrum (Zawiercie)
Centrum – osiedle Zawiercia, umiejscowione na wschód od linii kolejowej.

## Charakterystyka
Osiedle „Centrum” jest osiedlem o charakterze wielorodzinnym; na jego terenie znajdują się 122 budynki wielorodzinne. W 2015 roku liczyło 11590 mieszkańców, tj. 23% ogólnej populacji miasta, co czyni je najludniejszym osiedlem Zawiercia.
W skład osiedla wchodzą ulice: 3 Maja, Batorego, Daszyńskiego, Dmowskiego, Gdańska, Grunwaldzka, Jagiellońska, Jaskrowa, Jaśminowa, Junacka, Kasprowicza, Kilińskiego, Kościuszki, Mokra, Mostowa, Paderewskiego (częściowo), Piastowska, Piekarska, Piękna, Podleśna, Pomorska, Powstańców Śląskich, Pszczelna, Pszczelne Łąki, Pułaskiego, Reymonta, Rokicka, Równoległa, Sadowników, Sądowa, Sikorskiego, Składowa, Skłodowskiej-Curie, Słowackiego, Spacerowa, Ściegiennego, Wronia, Wschodnia, Wykładana, Wyszyńskiego, Zakręt, Zegadłowicza oraz Żwirki i Wigury, przy czym ulice: Batorego, Kasprowicza, Kościuszki, Paderewskiego, Piastowska, Powstańców Śląskich oraz Żwirki i Wigury pierwotnie należały do osiedla Paderewskiego.

## Historia
Rozwój centrum Zawiercia jest ściśle związany z budową dworca kolejowego i zwiększeniem populacji miejscowości. Pierwszy dworzec wybudowano w 1890 roku, zaś budowa drugiego, projektu Czesława Domaniewskiego, trwała w latach 1910–1913. Wcześniej (1896–1903) w tej okolicy powstał kościół pw. Apostołów Piotra i Pawła w Zawierciu, w 1901 roku znajdującą się przy nim ulicę Kościelną (obecnie Kościuszki) wybrukowano. W 1898 roku przy ulicy Sądowej oddano do użytku Gimnazjum Żeńskie, a w 1909 roku natomiast przy ulicy Kupieckiej (obecnie Skłodowskiej-Curie) otwarto przytułek dla bezdomnych. Przed I wojną światową przy ulicy Pilickiej (obecnie Powstańców Śląskich) powstał Dom Udziałowy, mieszczący księgarnię, a od 1915 roku Biuro Werbunkowe Legionów Polskich.

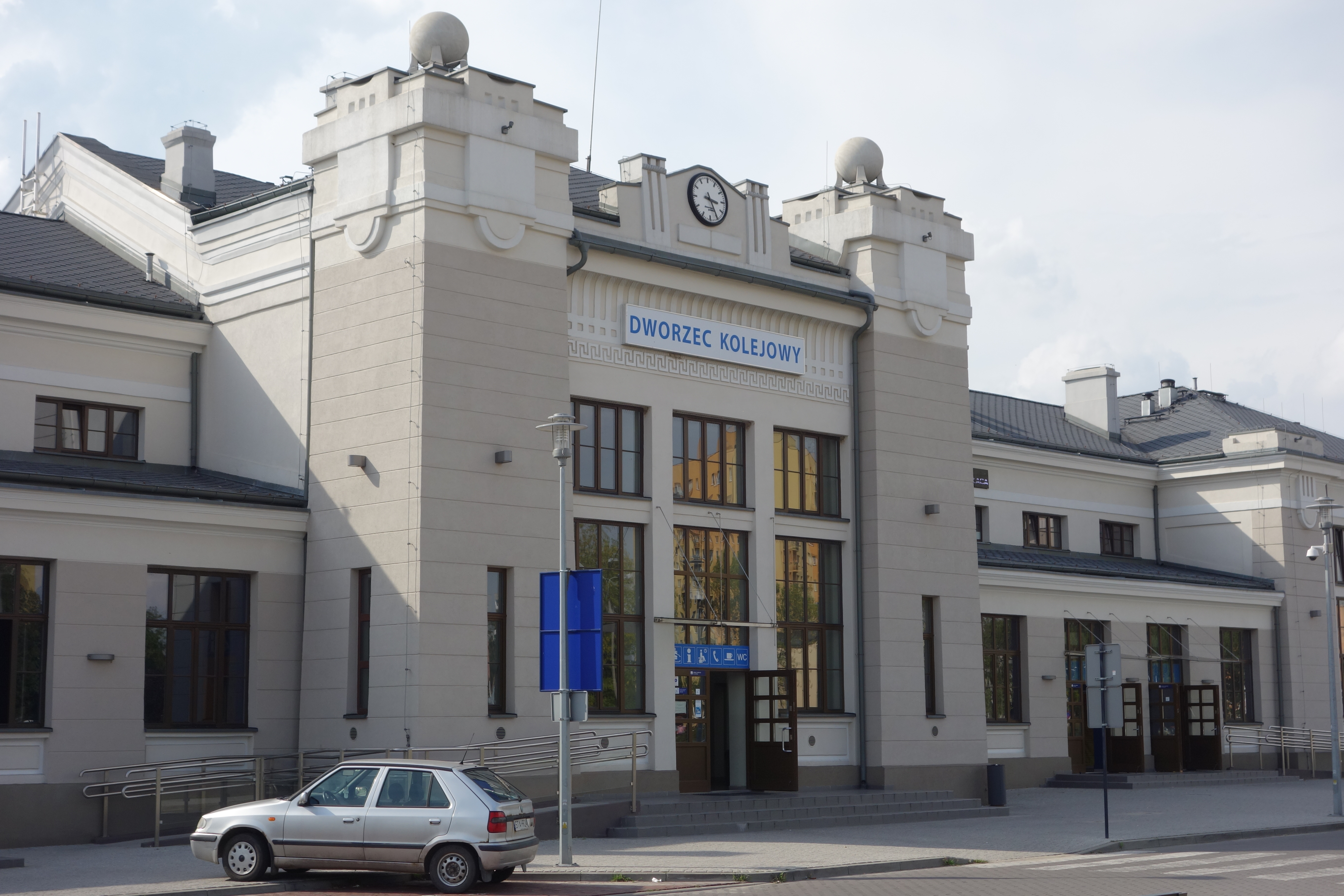
Dworzec kolejowy

W 1917 roku w centrum Zawiercia ulokowała się Rada Miejska. W okresie międzywojennym w tym rejonie funkcjonowały m.in. fabryki (Fabryka Wyrobów Metalowych i Haceli „Ułan”, odlewnia brązu, cementownia), szkoły (Szkoła Podstawowa nr 4, Szkoła Handlowa), urzędy (m.in. urząd skarbowy), sąd, ambulatoria, hotele, kina („Luna”, „Apollo”, „Arlekin”, „Promień”) oraz punkty gastronomiczne (restauracje, cukiernie, herbaciarnia, wędliniarnia, kawiarnia, piwiarnia, gorzelnia) i usługowe (drukarnie, zakłady fotograficzne), miały tu także siedzibę redakcje czasopism: „Głos Zawiercia”, „Expres Zagłębia” i „Kurier Zachodni-Iskra”.
Centrum miasta było w tym okresie zabudowane w sposób chaotyczny, bez planu architektonicznego. Mimo to charakteryzowało się dość dobrze rozwiniętą siecią ulic. Reprezentacyjną ulicą śródmieścia, jak i całego miasta, była wówczas ulica 3 Maja, którą w 1927 roku jako pierwszą w mieście pokryto materiałem smołowanym. W 1930 roku przed siedzibą magistratu przy tej ulicy doszło do starć znanych jako krwawy piątek.
Po wkroczeniu Niemców do Zawiercia w 1939 roku w okolicach ulicy Kościuszki dokonano wyburzeń, mając na celu utworzenie dzielnicy niemieckiej. W okresie II wojny światowej w centrum miasta swoją siedzibę miały: Arbeitsamt, Kripo, Gestapo i NSDAP. Z kolei przy Warthe-Straße (obecnie Kościuszki) siedzibę miała organizacja „Płomień”.
Budowę nowoczesnego osiedla rozpoczęto w latach 60. W 1968 roku dokonano gazyfikacji osiedla, a w 1970 roku rozpoczęto na jego terenie budowę bloków z wielkiej płyty. W 1969 roku nad ulicą Armii Czerwonej (obecnie Paderewskiego) w miejsce jednopoziomowego skrzyżowania drogi z torami kolejowymi wybudowany został wiadukt, który wyeliminował zator. W 1976 roku na osiedlu w ramach czynu społecznego wybudowany został Pawilon Rzemiosła. W 1989 roku na osiedlu powstała Przychodnia Specjalistyczna nr 2 „Centrum”.
W 1990 roku uchwałą rady miasta osiedle „Centrum” zostało wyodrębnione jako jedno z 17 osiedli Zawiercia. Nazwa osiedla miała przyczynić się do zapoczątkowania działalności dużego ośrodka handlowo-usługowego w rejonie dworca kolejowego i autobusowego, jednak te plany nie zostały urzeczywistnione.

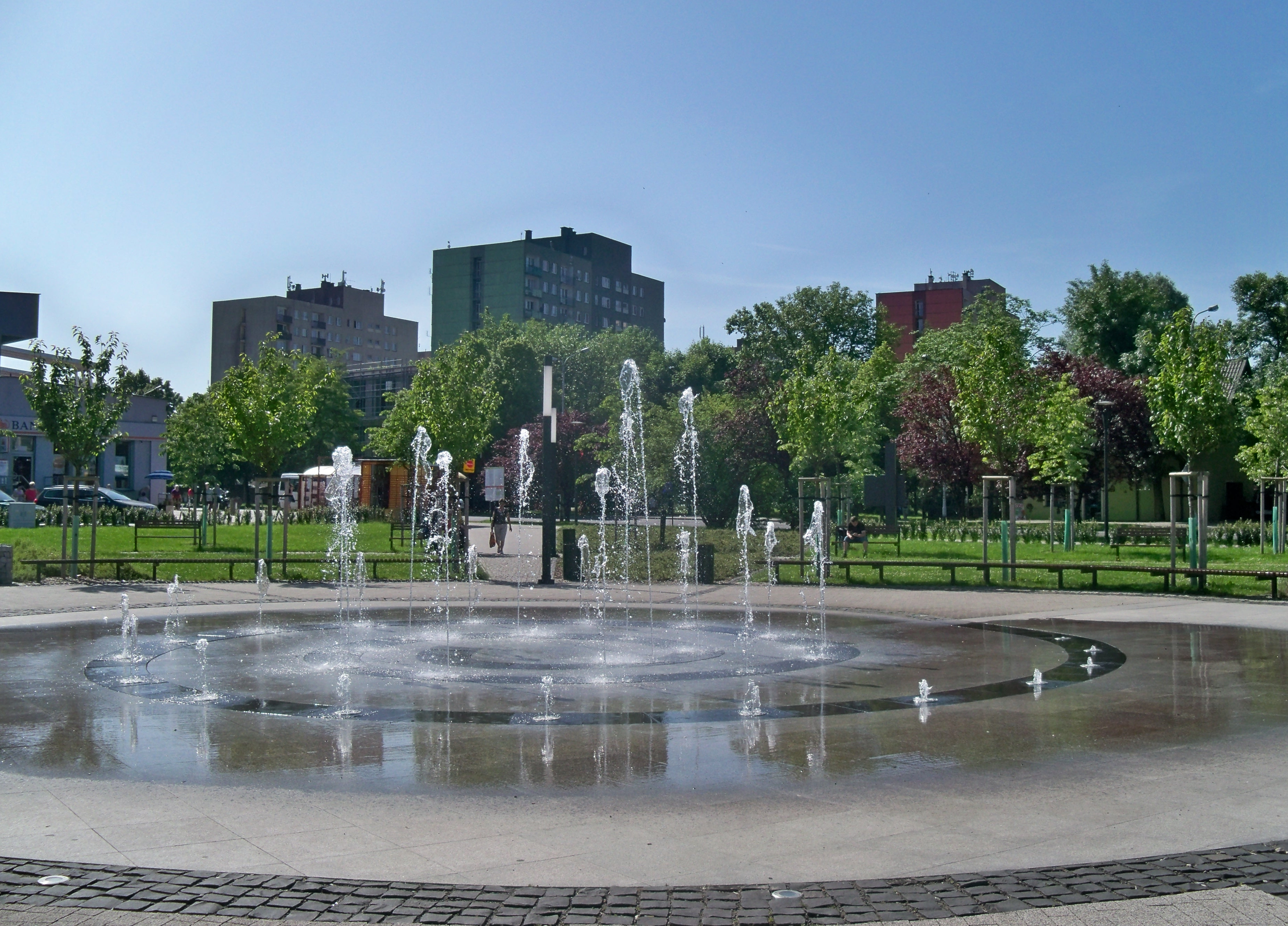
Fontanna na pl. Jana Pawła II

W 2012 roku oddano do użytku wyremontowany dworzec kolejowy. W tym samym roku zrewitalizowany został znajdujący się przy dworcu plac Jana Pawła II, przy którym zamontowano fontannę.

## Instytucje
- II Liceum Ogólnokształcące im. Heleny Malczewskiej
- Komenda Powiatowa Policji
- Miejski Ośrodek Kultury „Centrum”
- Ośrodek Usług Opiekuńczo-Wychowawczych
- Parafia św. Jana Pawła II
- Powiatowe Centrum Pomocy Rodzinie
- Przychodnia Rejonowa nr 2
- Spółdzielnia Mieszkaniowa „Zawiercie”
- Szkoła Podstawowa nr 3
- Szkoła Podstawowa nr 4
- Urząd Stanu Cywilnego
- Zbór Zielonoświątkowy
- Zgromadzenie zakonne Małych Sióstr Niepokalanego Serca Maryi